# Dinder-Nationalpark
Der Dinder-Nationalpark liegt im Osten Sudans an der Grenze zu Äthiopien. Er wurde 1935, noch unter ägyptisch-britischer Kolonialherrschaft, gegründet. Seine Fläche wurde 1983 auf ca. 10.000 km² erweitert und ist damit auf drei Bundesstaaten verteilt: Sannar, al-Qadarif und an-Nil al-azraq. Im Jahr 1979 wurde er zum Biosphärenreservat erklärt, darüber hinaus ist er auch als bedeutendes Feuchtgebiet in die Ramsar-Convention on Wetlands aufgenommen. Der Nationalpark grenzt an den äthiopischen Alatish-Nationalpark an.
Seinen Namen bezieht der Park vom gleichnamigen Fluss Dinder, der in Äthiopien entspringt und nur saisonal Wasser führt. Ein weiterer bedeutender Fluss ist der Rahad, der die nördliche Begrenzung des Parks darstellt.

## Vegetation
Der Park teilt sich in verschiedene ökologische Zonen auf. Die dominanten Varianten dabei sind Savannen- und Baumsavannengebiete, Flussökosysteme und die so genannten Mayas. Dies sind i. d. R. Senken oder ehemalige Flussschlingen die bis weit in die Trockenzeit hinein Wasser halten. Sie haben eine überragende Bedeutung in der Versorgung der Wildtiere mit Wasser und frischen Gräsern.

## Fauna
Es gibt trotz vieler Probleme noch eine reiche Flora und Fauna. Zu nennen sind besonders die großen Säugetiere, wie Anubispaviane, der Heuglin-Husarenaffe, verschiedene Gazellenarten, Afrikanische Büffel und Löwen, und die vielen Vogelarten. Giraffen und Elefanten sind durch Wilderei und mangelnde Habitate ausgestorben. Im Jahr 2005 wurden erstmals wieder Elefanten gesichtet, die aus dem benachbarten Äthiopien einwanderten.
Die Löwen im Park sind scheu und daher schwierig zu beobachten. In einer Studie des Jahres 2019 wurden mit Hilfe von Antwortrufen auf künstlich abgespieltes Löwenbrüllen eine Population von etwa 30–80 Löwen im Kerngebiet des Nationalparks ermittelt. Der analog ermittelte Bestand der Tüpfelhyänen war ähnlich hoch.

## Schutz
Der Dinder-Nationalpark ist momentan der einzige Nationalpark Sudans, für den es einen Managementplan gibt, der auch zu großen Teilen umgesetzt wird. Jedoch sieht sich der Park mit einigen Problemen konfrontiert. Der Druck, der von der Bevölkerung der Umgebung des Parks ausgeht, ist groß. Die Weiden für die Tiere und die Flächen für die Felder sind knapp und der Park scheint eine schier unerschöpfliche Quelle an diesen so dringend benötigten Ressourcen zu bieten. Die sozioökonomische Situation großer Teile der Bevölkerung ist sehr schwach und der Park bietet einen relativ einfachen Weg, um das Einkommen aufzubessern und somit die Ernährung der Familie zu sichern. Denn der Park ist zu groß, um von den Rangern flächendeckend überwacht zu werden. Werden illegale Aktivitäten entdeckt, drohen hohe Strafen – ein Hirte etwa muss die Hälfte seiner Herde abgeben.